# Idaho Stampede 2014-2015
La stagione 2014-15 degli Idaho Stampede fu la 9ª nella NBA D-League per la franchigia.
Gli Idaho Stampede arrivarono quinti nella West Division con un record di 9-41, non qualificandosi per i play-off.

## Roster
|    | Naz.                   | Ruolo | Sportivo          | Anno | Alt. | Peso |  |
| -- | ---------------------- | ----- | ----------------- | ---- | ---- | ---- |  |
| 4  | Stati Uniti (bandiera) | G     | Shane Gibson      | 1991 | 188  | 82   |  |
| 12 | Stati Uniti (bandiera) | G     | Tre Bussey        | 1991 | 191  | 77   |  |
| 14 | Stati Uniti (bandiera) | A     | Quinton Doggett   | 1990 | 203  | 100  |  |
| 14 | Stati Uniti (bandiera) | A     | Quan Prowell      | 1984 | 203  | 98   |  |
| 15 | Stati Uniti (bandiera) | G     | Jared Cunningham  | 1991 | 193  | 88   |  |
| 15 | Stati Uniti (bandiera) | A     | Joel Wright       | 1990 | 201  | 102  |  |
| 17 | Stati Uniti (bandiera) | G     | Brandon Fields    | 1988 | 193  | 88   |  |
| 17 | Stati Uniti (bandiera) | A     | Tyrrel Tate       | 1992 | 196  | 98   |  |
| 18 | Stati Uniti (bandiera) | G     | Ian Clark         | 1991 | 191  | 78   |  |
| 18 | Stati Uniti (bandiera) | G     | Reggie Hearn      | 1991 | 193  | 95   |  |
| 19 | Stati Uniti (bandiera) | G     | John Jenkins      | 1991 | 193  | 98   |  |
| 20 | Stati Uniti (bandiera) | G     | Nick Covington    | 1985 | 188  | 91   |  |
| 20 | Stati Uniti (bandiera) | A     | Charles Hinkle    | 1988 | 196  | 93   |  |
| 20 | Stati Uniti (bandiera) | G     | Lewis Jackson     | 1989 | 178  | 75   |  |
| 21 | Stati Uniti (bandiera) | G     | Kevin Murphy      | 1990 | 196  | 84   |  |
| 21 | Stati Uniti (bandiera) | GA    | Nick Wiggins      | 1991 | 198  | 87   |  |
| 22 | Stati Uniti (bandiera) | A     | Jack Cooley       | 1991 | 206  | 111  |  |
| 23 | Stati Uniti (bandiera) | G     | Aaron Dotson      | 1991 | 193  | 92   |  |
| 23 | Stati Uniti (bandiera) | G     | Ta'Quan Zimmerman | 1991 | 188  | 91   |  |
| 24 | Stati Uniti (bandiera) | A     | Kodi Augustus     | 1987 | 203  | 102  |  |
| 24 | Senegal (bandiera)     | A     | Amadou Mbodji     | 1986 | 208  | 104  |  |
| 34 | Stati Uniti (bandiera) | G     | Toure' Murry      | 1989 | 196  | 88   |  |
| 34 | Stati Uniti (bandiera) | G     | Jermaine Taylor   | 1986 | 193  | 95   |  |
| 44 | Stati Uniti (bandiera) | A     | Grant Jerrett     | 1993 | 208  | 105  |  |
| 50 | Stati Uniti (bandiera) | A     | Jerrelle Benimon  | 1991 | 203  | 111  |  |

## Staff tecnico
- Allenatore: Dean Cooper
- Vice-allenatori: Andrae Patterson, Travis Walton
- Preparatore atletico: Brady Howe